# Michael Bennett (cyclisme)
Pour les articles homonymes, voir Michael Bennett et Bennett.
Michael Bennett, né le 8 juin 1949 à Birmingham, est un coureur cycliste britannique. Il a notamment été médaillé de bronze de la poursuite par équipes aux Jeux olympiques de 1972 et 1976, médaillé d'or de cette discipline aux Jeux du Commonwealth de 1974 et d'argent aux championnats du monde de 1973.
En 2004, il crée la société Sweetspot Management, qui organise le Tour de Grande-Bretagne, dont il est le directeur de course, le Tour Series (en), The Women's Tour, RideLondon (en).

## Palmarès

### Jeux olympiques
- Munich 1972
  -  Médaillé de bronze de la poursuite par équipes (en)
- Montréal 1976
  -  Médaillé de bronze de la poursuite par équipes (en)
  - 17e du kilomètre

### Championnats du monde
- Saint-Sébastien 1973
  -  Médaillé d'argent de la poursuite par équipes

### Jeux du Commonwealth
- 1974
  -  Médaillé d'or de la poursuite par équipes

### Championnats nationaux
- Champion de Grande-Bretagne du kilomètre en 1971 et 1972
- Champion de Grande-Bretagne du scratch en 1973
- Champion de Grande-Bretagne de l'américaine en 1973 et 1975 (avec Ian Hallam)
- Champion de Grande-Bretagne de vitesse en 1977